# 荒木周道
荒木 周道（あらき かねみち/しゅうどう、1840年（天保11年） - 1910年（明治43年）11月）は、
明治時代の教育者。長崎郷土史研究家。俳人。板垣絹子の実兄。

## 来歴
先祖は安土桃山時代の朱印船貿易商人・荒木惣右衛門藤原一清と言われる。
1840年（天保11年）、荒木伊三次（いさじ）の嫡男として、肥前国彼杵郡下長崎村小島郷恵美須町43番屋敷（現・長崎県長崎市恵美須町）に生まれる。1873年（明治6年）、長崎に小学校が開校されるとその教員となる。その後、長崎市学務委員などを勤める。1894年（明治27年）4月、長崎古文書出版会が創設され、同会に参加する。荒木の他には、大森鍾一、松田源五郎、安中半三郎、田中岩三郎、西道仙らが名を連ねた。
1903年（明治36年）9月、『幕府時代の長崎』を著した。内容は長崎の近世史を記した概説書で、長崎の風俗習慣等については、周道自らの見聞に基づいて書かれている。伊藤博文が題字を揮毫し、東京築地活版製造所（東京市京橋区築地2丁目17番地）で刊行された。
1910年（明治43年）11月死去。享年71。

## 家族
- 父：荒木伊三次
  - 本人：荒木周道
  - 妹：板垣絹子（福岡孝弟養女）

## 著作
- 『長崎諏訪神社の大祭』荒木周道 著
- 『幕府時代の長崎（全2巻）』荒木周道 著、長崎市役所蔵版、1903年（明治36年）